# Connacht
Connacht (ook wel Connaught in een Oudengelse, nu weinig gebruikte spelling, van Iers-Gaelisch Connachta, afstammelingen van Conn) is een van de vier oorspronkelijke provincies van Ierland, en ligt in het noordwesten van het land.
De provincie omvat de graafschappen Galway, Mayo, Sligo, Leitrim en Roscommon.
Connacht had in 2006 naar schatting 503.083 inwoners, het laagste aantal van de vier oorspronkelijke provincies. Tussen 1841 en 1851 daalde de bevolking van deze provincie met 28,8% als gevolg van de Ierse hongersnood en de dientengevolge ontstane emigratie.
In de Ulstercyclus wordt Cruachan genoemd als de hoofdstad van het toenmalige Connacht.